# آرنو
رود آرنو (به ایتالیایی: Fiume Arno، به لاتین: Arnus) رودی مهم و اصلی به طول ۲۴۰ کیلومتر (۱۵۰ مایل) در ناحیه توسکانی در ایتالیاست که به دریای لیگوریا می‌ریزد.

## مشخصات
رود آرنو از دامنه‌های کوه فالترونا (مونته فالترونا) واقع در رشته‌کوه آپنین در توسکانی در مرکز ایتالیا سرچشمه می‌گیرد. این رودخانه در مسیر بالادست خود عمدتاً به سمت جنوب و در حوضهٔ دریاچه‌ای قدیمی موسوم به کاسنتینو جریان می‌یابد تا آنکه در آرتزو به سمت غرب و شمال تغییر مسیر می‌دهد. این رود همچنین در نزدیکی آرتزو از طریق رود و آبراه کیانی به رود تیبر می‌پیوندد.
در میانهٔ مسیر رودخانه درهٔ حاصلخیزی وجود دارد که والدارنو نامیده می‌شود. این رود سپس در پایین فلورانس و در گالفولینا وارد یک تَنگ شده و با ادامهٔ مسیرخود به سمت غرب، از شهرهای امپولی و پیزا گذشته و در پایان پس از طی مسیری ۲۴۰ کیلومتری به دریای لیگوریا می‌ریزد. حوضهٔ آبریز رود آرنو ۸٬۲۴۷ کیلومتر مربع است و رودهای سیوه، پسا، السا و ارا در طول مسیر این رودخانه به آن می‌پیوندند.
آرنو رودی سیل‌خیز است و طغیان آن در سال ۱۹۶۶ سبب آب‌گرفتگی فلورانس و واردآمدن خساراتی سنگین شد.

## نگارخانه

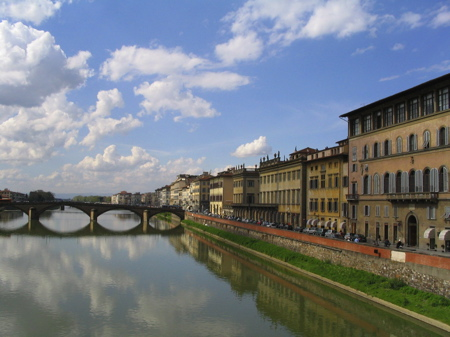
River Arno in Florence
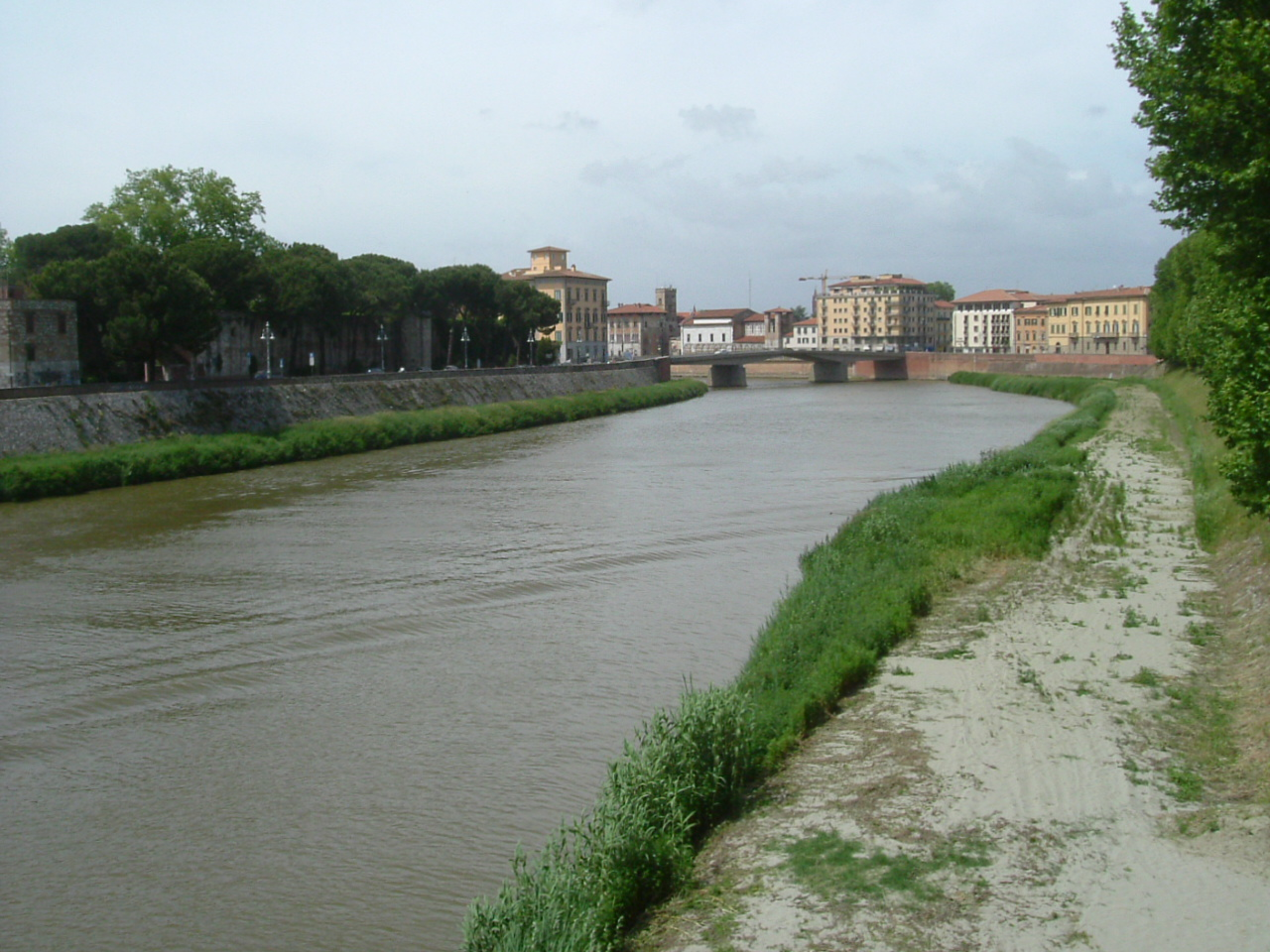
River Arno in Pisa, near the Ponte della Fortezza (Fortress Bridge)
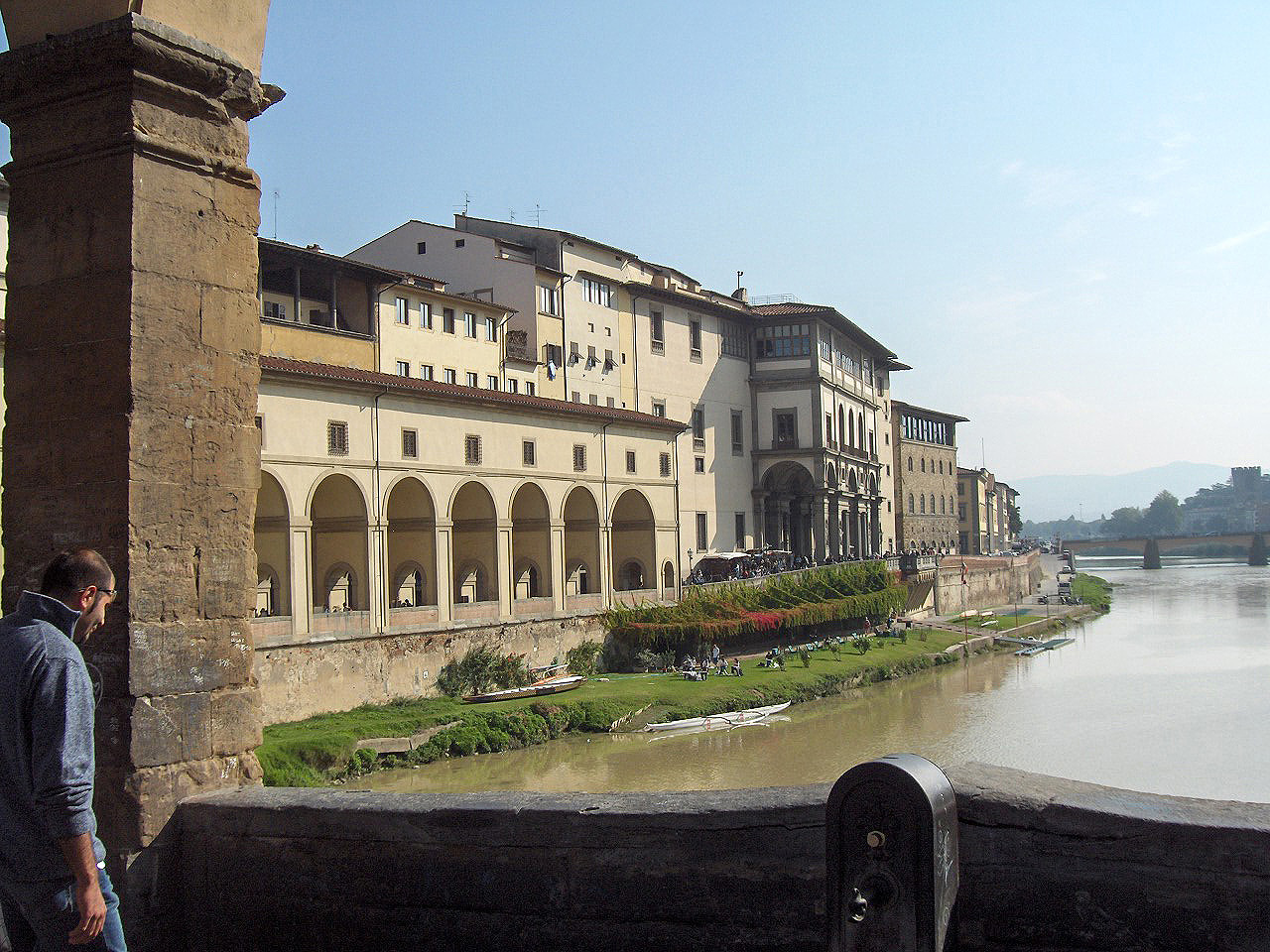
Banks of the Arno, seen from the Ponte Vecchio (Old Bridge), فلورانس
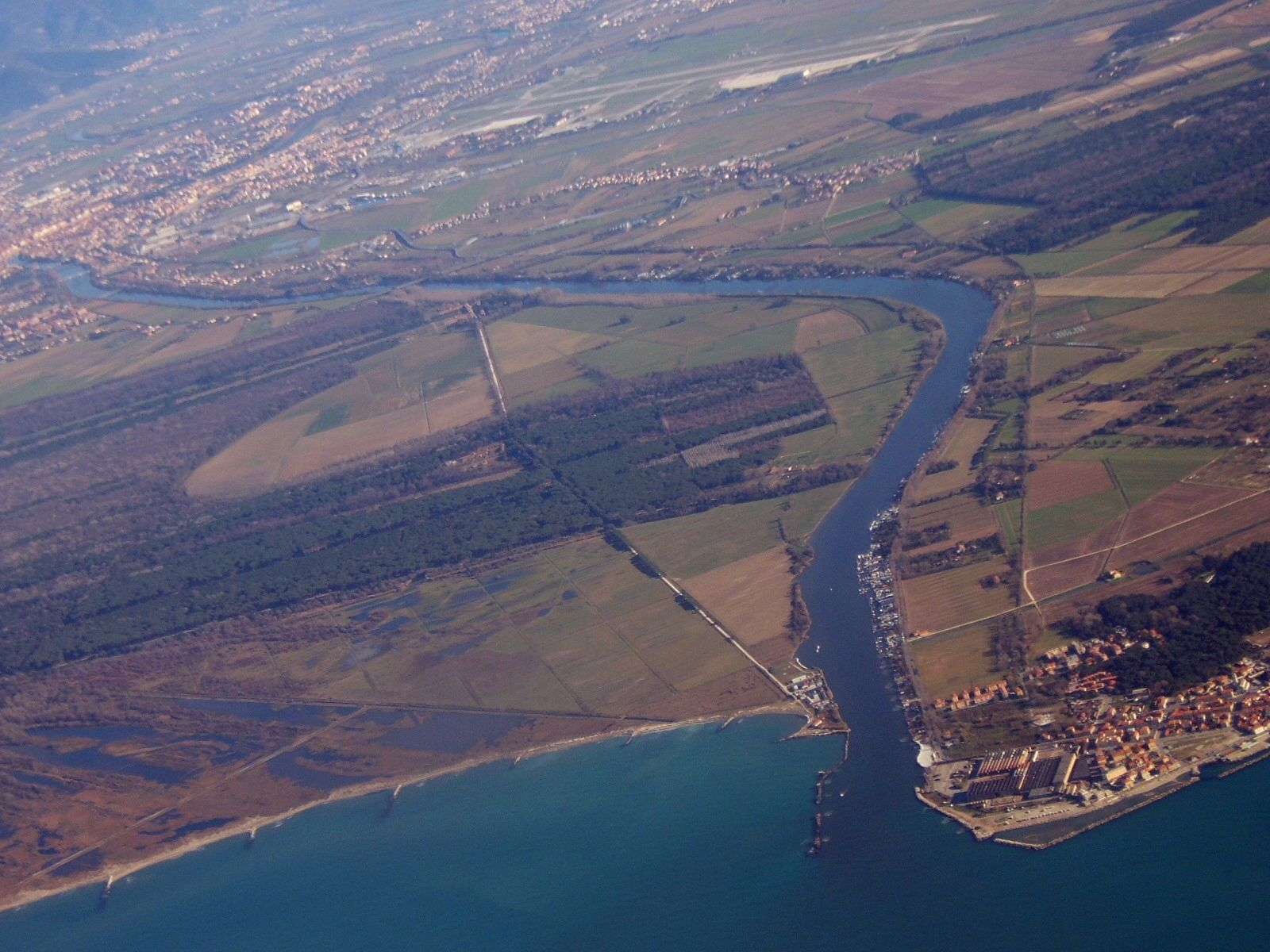
Mouth of the Arno near پیزا
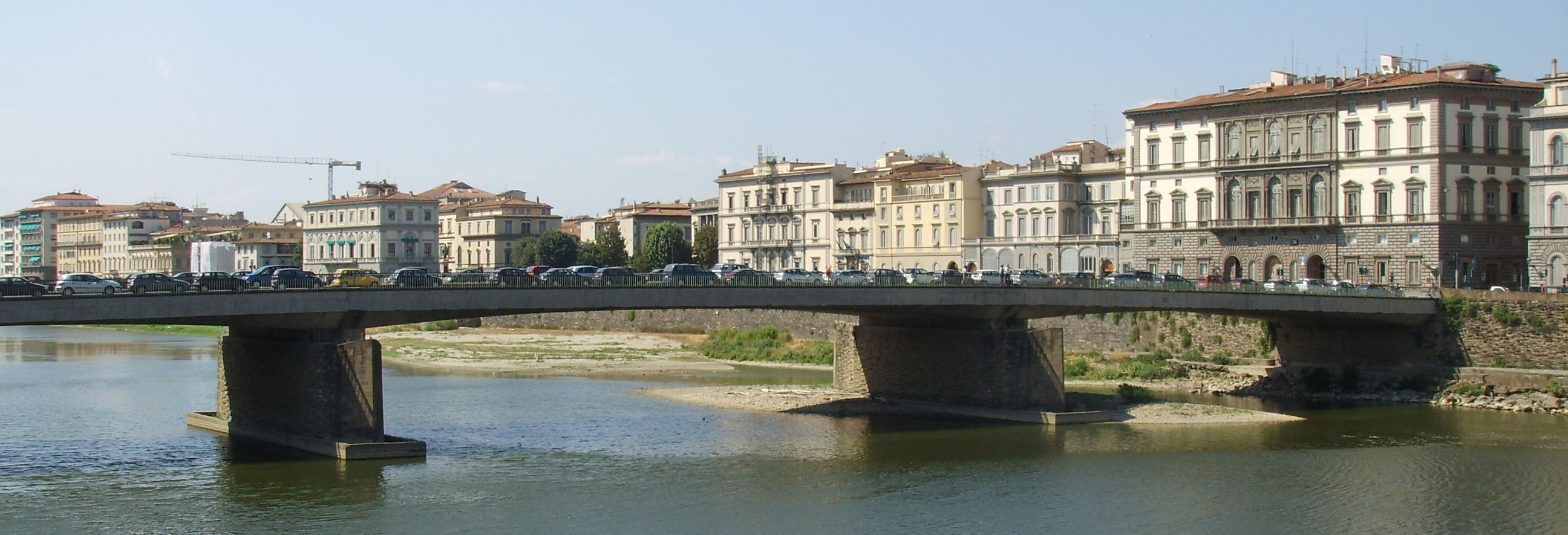
The Ponte Amerigo Vespucci (Amerigo Vespucci Bridge)
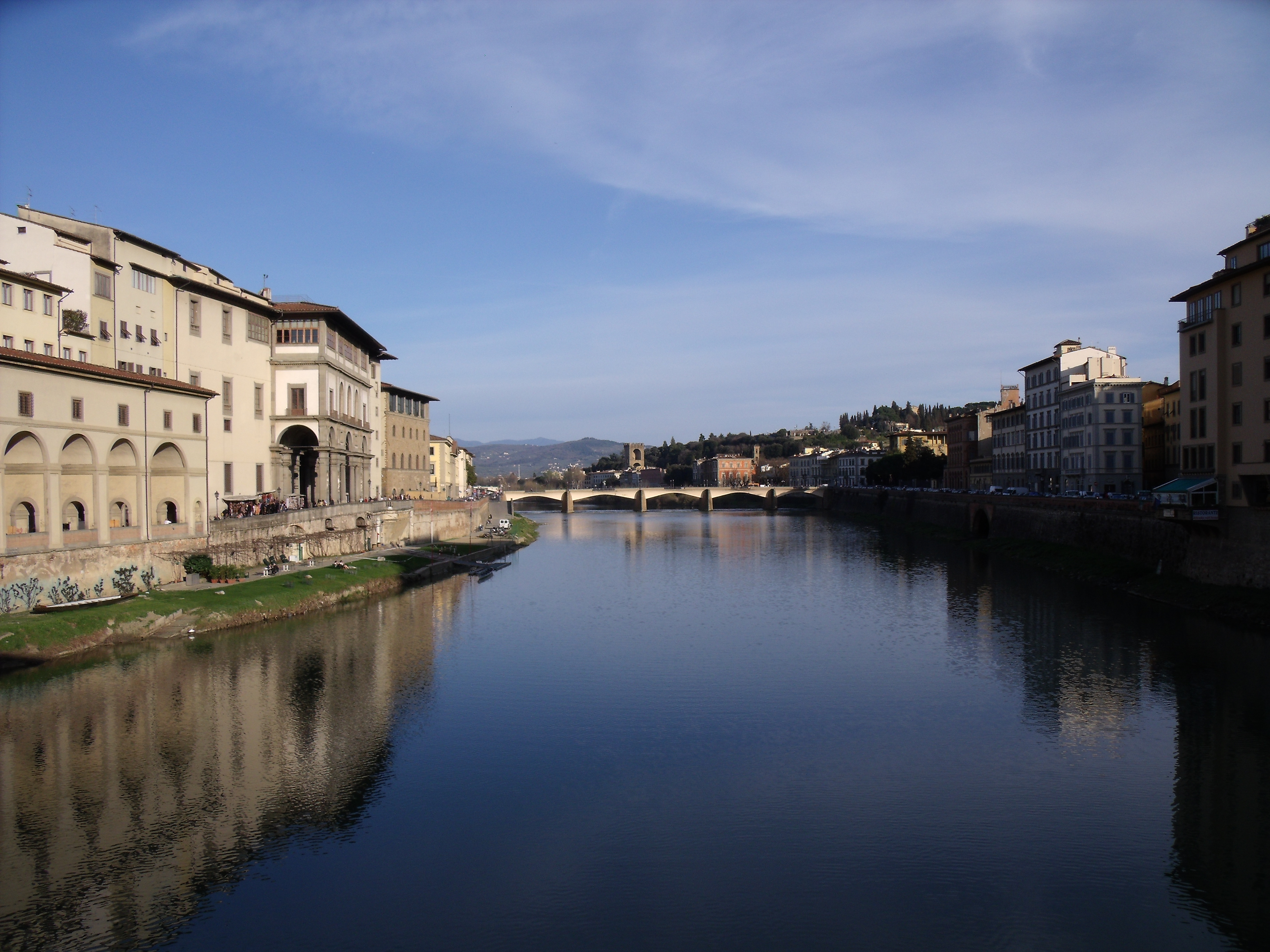
The view of the Arno from the Ponte Vecchio